# Нектарницевые
Некта́рницевые (лат. Nectariniidae) — семейство птиц из отряда воробьинообразных. Распространены в тропическом поясе Евразии, Африки и Австралии.

## Строение
Подвижные птицы со стройным телосложением и тонкими, средней длины ногами. Крылья, как правило, короткие и закруглённые. Клюв вытянутый (длиннее головы), тонкий, изогнутый вниз и сжатый по бокам, приспособлен прежде всего к питанию растительной пищей: нектаром и пыльцой. Язык удлинённый и тонкий. Клюв, радужина и ноги тёмные. Хвост ступенчатый, закруглённый или прямосрезанный.
Ярко выражен половой диморфизм в окраске: самцы по внешнему облику видоспецифичны, в брачном оперении очень яркие, с выраженным металлическим оттенком, обыкновенно присутствует три и более цветов. Расцветка самок менее яркая: чаще всего у них представлены тусклые зеленоватые, желтоватые, бурые и оливковые оттенки. После брачной линьки самцы также приобретают более тусклое оперение и становятся сходны с самками. Кроме того, клюв у самцов более длинный и толстый.
Самый мелкий представитель — пурпурная, или азиатская нектарница.

## Образ жизни
Населяют леса, открытые ландшафты с кустарником, парки, сады, саванны. В Восточном полушарии экологически заменяют колибри, на которых похожи способом питания и яркостью окраски, как и они, выполняют роль опылителей: «они очень похожи на колибри обликом, типом окраски, размерами, некоторыми особенностями поведения, кормовыми предпочтениями, уступая им вариабельностью длины и формы клюва». Кроме того, они более крупные по размеру, чем американские птицы. Некоторые виды добираются до нектара пробивая клювом основания цветов, что происходит в тех случаях если доступ ограничен сверху. Некоторые представители кормятся на ограниченном количестве видов цветов, что повышает их роль в качестве их опылителей. Кроме нектара и пыльцы в рацион входят членистоногие, ягоды, части растений (почки, бутоны и др.).
Некоторые способны хорошо петь, в вокализации присутствуют «металлические» звуки (например, «чит», «сит», «сип»).

## Размножение
Чаще всего моногамны, гнездятся парами. Гнёзда овальной формы строят из растительного пуха, паутины, моха, листьев и т. д. Они подвешиваются к кончикам веток, по своему виду похожи на кошелёк. Возможно обустройство «карнизов», вход часто боковой. Некоторые представители семейства не утруждают себя постройкой гнезда и просто выдавливают в плотной паутине углубление, куда откладывают яйца. В кладке 1—3 яйца, насиживанием занимается как правило самка в течение 13—14 суток. Некоторые виды способны к откладыванию яиц 2 и даже 3 раза в год (чаще всего по одному яйцу). 

## Классификация
Наиболее близким семейством к нектарницивым называют цветоедовых, также схожих по способу питания с колибри.
По данным базы Международного союза орнитологов в составе семейства нектарницевых выделяют 16 родов со 152 видами: 
- Aethopyga Cabanis, 1851 — Острохвостые нектарницы (20 видов)
- Anabathmis Reichenow, 1905 — Нектарницы Рейхенбаха (3 вида)
- Anthobaphes Cabanis, 1851 — Оранжевогрудые нектарницы (1 вид)
- Anthreptes Swainson, 1832 — Короткохвостые нектарницы (15 видов)
- Arachnothera Temminck, 1826 — Нектарницы-пауколовки (13 видов)
- Chalcomitra Reichenbach, 1853 — Рыжегорлые нектарницы (7 видов)
- Chalcoparia Cabanis, 1851 — Рубинощёкие нектарницы (1 вид)
- Cinnyris Cuvier, 1816 (64 вида)
- Cyanomitra Reichenbach, 1853 (7 видов)
- Deleornis Wolters, 1977 — Краснохохлые нектарницы (2 вида)
- Drepanorhynchus Fischer et Reichenow, 1884 (1 вид)
- Dreptes Reichenow, 1914 — Большие нектарницы, или саотомийские нектарницы (1 вид)
- Hedydipna Cabanis, 1851 (4 вида)
- Kurochkinegramma Kashain, 1978 (1 вид)
- Leptocoma Cabanis, 1851 — Пурпуробедрые нектарницы (6 видов)
- Nectarinia Illiger, 1811 — Настоящие нектарницы (6 видов)